# Tokugawa Tsunayoshi
Tokugawa Tsunayoshi (徳川綱吉, , Tóquio, 23 de fevereiro de 1646 – 19 de fevereiro de 1709) foi o quinto xogum do Xogunato Tokugawa. Foi irmão mais novo de Tokugawa Ietsuna e filho de Tokugawa Iemitsu.
É famoso por instituir uma série de leis draconianas de proteção aos animais, especialmente para os cães, o que é conhecido sob a alcunha de "cão xogum".

## Biografia
Em 1651, seu pai morreu, e ele estava com apenas cinco anos e seu irmão mais velho, Ietsuna assumiu o xogunato.
Em 1680 o seu irmão mais velho morreu com 39 anos sem herdeiro, então começaram a discutir quem deveria ser o sucessor. Hotta Masatoshi, um dos principais divulgadores do xogunato sugeriu Tsunayoshi para assumir esse lugar, e este tornou-se o quinto xogum Tokugawa.
Durante seu governo, promoveu fortemente o confucionismo de Zhu Xi, e foi durante este tempo, que aconteceu o conflito conhecido como os 47 rōnin.